# Effacer l'historique
Pour plus de détails, voir Fiche technique et Distribution.
Effacer l'historique est un film français réalisé par Benoît Delépine et Gustave Kervern, sorti en 2020.
Il est présenté en compétition officielle à la Berlinale 2020 où il obtient un prix spécial pour le 70e anniversaire du festival.

## Synopsis
Dans un petit lotissement des Hauts-de-France, trois personnes sont aux prises avec les nouvelles technologies et les réseaux sociaux. Marie (Blanche Gardin), divorcée, sans emploi et dépressive est mère d'un ado de 15 ans dont elle n'a pas la garde mais un simple droit de visite. Une nuit, dans un bar, alors qu'elle est ivre, elle est draguée par un étudiant en école de commerce (Vincent Lacoste). Celui-ci la recontacte et lui fait du chantage à la sextape. Il exige qu'elle lui verse 10 000 €. Bertrand (Denis Podalydès), serrurier, veuf, surendetté, découvre que sa fille est harcelée au lycée avec des vidéos. Il reçoit un appel sur son téléphone portable de la part de Miranda, hôtesse de centrale d'appel à l'île Maurice. Charmé par la douceur de sa voix, il en tombe amoureux. Christine (Corinne Masiero), chauffeuse de VTC, ne comprend pas pourquoi les notes données par ses clients refusent de décoller, malgré ses efforts. Ils se sont rencontrés sur un rond-point en tant que Gilets jaunes et depuis sont restés des amis très proches. Ils décident de partir en guerre contre les « géants d’internet ».

## Fiche technique
Sauf indication contraire, les informations mentionnées dans cette section peuvent être confirmées par la base de données cinématographiques Unifrance,  présente dans la section « Liens externes ».
- Titre original : Effacer l'historique
- Titre anglais : Delete History
- Réalisation et scénario : Benoît Delépine et Gustave Kervern
- Décors : Madphil
- Costumes : Agnès Noden
- Directeur de la photographie : Hugues Poulain
- Montage : Stéphane Elmadjian
- Son : Régis Boussin et Fabien Devillers
- Production : Sylvie Pialat, Benoît Delépine, Gustave Kervern et Benoît Quainon
- Sociétés de production : Les films du Worso, No Money Productions, France 3, en association avec 9 SOFICA
- Société de distribution : Ad Vitam Distribution (France)
- Budget : n/a
- Pays d'origine :  France
- Langue originale : français
- Format : couleur
- Genre : comédie
- Durée : 106 minutes
- Dates de sortie[1] :
  - Allemagne : 24 février 2020 (Berlinale 2020)
  - Luxembourg : 5 mars 2020 (Luxembourg City Film Festival)
  - France : 26 août 2020

## Distribution
- Blanche Gardin : Marie
- Denis Podalydès : Bertrand
- Corinne Masiero : Christine
- Vincent Lacoste : dragueur, maître-chanteur, étudiant en école de commerce
- Benoît Poelvoorde : le livreur Alimazone
- Bouli Lanners : Dieu, hackeur caché dans une éolienne
- Vincent Dedienne : le fermier bio
- Philippe Rebbot : le fainéant, profiteur du système
- Michel Houellebecq : l'acheteur de voiture suicidaire
- Clémentine Peyricot : Cathya
- Lucas Mondher : Sylvain, fils de Marie
- Jean-Louis Barcelona : le serveur grognon
- Candy Ming : la guichetière de la Poste
- Joseph Dahan : le guichetier de la Poste
- Pierre Gommé : le gamin de la banque
- Jackie Berroyer : le voisin pointilleux
- Jean Dujardin : le chasseur de pandas (en photo)
- Denis O'Hare : le millionnaire américain
- Gustave Kervern : l'autre dodo

## Production
Le tournage a lieu pendant l'été 2019, du 29 juillet au 6 septembre.
Une partie du tournage a été réalisée à Arras, ainsi que dans d'autres communes du Pas-de-Calais telles que Beaurains, et à l'Île Maurice, lieu de naissance de Gustave Kervern. Le Louvre-Lens est le décor des scènes supposées se passer dans un centre de données. La scène de l'aéroport a été tournée dans l'aéroport de Lille-Lesquin[réf. nécessaire].

## Accueil

### Critique
Sauf indication contraire, les informations mentionnées dans cette section peuvent être confirmées par la base de données cinématographiques Allociné,  présente dans la section « Liens externes ».
Le film reçoit de très bons retours, avec une note globale de 4/5 sur Allociné, sur une base de 31 titres de presse.
Parmi les bonnes critiques : 
- Françoise Delbecq de Elle : « C'est truculent, inventif, un poil potache, les acteurs sont irrésistibles et le sujet gentiment mais sûrement politique. »
- Christophe Caron, pour La Voix du Nord : « Black Mirror version Groland. Une fable à l’image granuleuse, absurde et dépressive, récompensée d’un Ours d’argent au festival de Berlin. »
- La rédaction du Parisien : « A travers des saynètes et des répliques hilarantes, « Effacer l'historique » fait preuve d'une rare intelligence sociologique. Et nous régale avec ses seconds rôles géniaux. »
- Luc Chessel, pour Libération : « Delépine et Kervern mettent en scène trois héros en lutte contre algorithmes, robots et géants d’Internet dans une comédie farceuse, triste, lo-fi et très réussie. »
- Marie Sauvion, pour Télérama : « Une comédie hilarante et désespérée sur l’absurdité de la société. »
- Frédéric Mercier, pour Transfuge : « Effacer l’historique est un modèle d’écriture. Sans jamais donner l’impression de dérouler une succession de sketches, le film enchaîne sans temps morts des situations toutes plus formidables, hilarantes et inquiétantes les unes que les autres. »
- Caroline Vié, pour 20 Minutes : « [Ce] dixième film [du duo est] toujours aussi drôle et encore plus abouti. ».
- Céline Rouden pour La Croix : « À travers une série de gags absurdes jusqu’à l’effroi qui voient défiler une brochette d’habitués de leur cinéma (Benoît Poelvoorde, Bouli Lanners, Philippe Rebbot ou Michel Houellebecq), le duo de réalisateurs fait mouche quand il décrit les travers d’une société entièrement livrée à une réalité purement virtuelle plongeant ses victimes consentantes dans un état proche de l’hébétude. »
- Le Figaro : « À leur habitude, Kervern et Delépine, les deux trublions du cinéma français, offrent des rôles qui semblent taillés sur mesure pour les acteurs. ».
- Nicolas Schaller, du Nouvel Observateur : « Le meilleur des Grolandais Delépine et Kervern (Ours d’argent au dernier Festival de Berlin) : leur comique stoïque de Kaurismäki des ronds-points y cristallise à merveille l’inhumaine absurdité de notre époque ubérisée. ».
- Yannick Vely, pour Paris Match : « Effacer l'historique est ainsi irrésistiblement drôle, appuyant là où ça fait mal, sur le ridicule de nos addictions modernes. Réservez au film un triomphe. ».
- Thierry Chèze, pour Première : « Un duo qui s’empare des laissés-pour-compte de plus en plus nombreux de notre monde pourtant de plus en plus riche. Ces antihéros magnifiques sublimés par deux cinéastes qui ont les pieds sur terre mais la tête dans les étoiles et transcendent ce quotidien angoissant et injuste. ».

Parmi les critiques plus nuancées : 
- Tous les critiques de l'émission Le Masque et la Plume (sur France Inter) ont apprécié le film, à l'exception de Sophie Avon. Le critique Michel Ciment déclare « Alors qu'on a souvent dit du mal de nombreuses comédies très populaires qui font 4 à 5 millions d'entrées tellement certaines sont consternantes, là on a vraiment un film populaire qui est intelligent, qui n'est pas seulement une comédie mais qui reste un film en même temps assez mélancolique »[9].
- La rédaction des Cahiers du Cinéma note « Kervern et Delépine affinent leur drôle de narration récalcitrante: s’ils jouent le jeu du récit, ils ont toujours eu tendance à mettre son fil à l’épreuve. Ici, ils enquillent à haut débit gags et trouvailles sans se préoccuper outre mesure des transitions, ce qui produit un rythme singulier, à la fois rêveur et saccadé. »
- Jacques Mandelbaum, pour Le Monde : « Marchant sur le fil de la satire, avec les risques qu’elle implique : se moquer ici facilement des pauvres hères, exagérer là les maux d’un système dont on taira les bienfaits. Mais sous la transfiguration carnavalesque et la folie expressive, affleure chez eux en permanence un humanisme profond, vital, qui nous emporte. »
- Jean-Baptiste Morain pour Les Inrockuptibles : « Les amateur·trices des deux lascars ne seront pas déçu·es. [...] c'est le mode de vie contemporain, ses technologies absurdes, qui est leur cible, et ils tapent fort, sans pause, sans vergogne, sans peur d'en faire trop. C'est parfois un peu lourd ? Oui, mais c'est drôle, très drôle parfois. [...] Enfin, les acteurs et actrices sont tou·tes parfait·es. »

Parmi les critiques à dominante négative : 
- Frédéric Martel, pour l'émission Soft Power (sur France Culture)[10], étrille le film, qu'il trouve « très décevant »[11].
- Hugo Mattias, de Critikat.com : « On regrettera qu’Effacer l’historique ne creuse pas davantage ce sillon comique et que le regard qu'il porte sur le numérique reste, jusqu'au bout, univoque et accusateur. »

### Box-office
Le film sort dans le contexte troublé de la pandémie de Covid-19, sur fond de désaffection des salles ; il se classe 2e au box-office français avec 256 355 entrées au 6 septembre, juste derrière le blockbuster américain Tenet de Christopher Nolan.
Après 4 semaines en salles, il cumule 481 640 entrées.

## Distinctions

### Récompense
- Berlinale 2020 : prix spécial Ours d'argent du 70e anniversaire[13]

### Sélection
- Festival international du film de Transylvanie 2020 : film de clôture

### Nomination
- César 2021 : Meilleur scénario original pour Benoît Delépine et Gustave Kervern[14]